# Jesús Ricardo Iglesias
Jesús Ricardo Iglesias (* 22. Februar 1922 in Pergamino; † 11. Juli 2005 ebenda) war ein argentinischer Autorennfahrer.

## Karriere
Iglesias fuhr in den 1950er-Jahren mit seinem Chevrolet-Spezial Straßenrennen in seinem Heimatland. Er feierte dabei einige Erfolge und erarbeitete sich den Ruf als einer der besten Tourenwagenpiloten Südamerikas. Dieser gute Ruf brachte ihm einen Gordini-Werkswagen für den Großen Preis von Argentinien 1955 in Buenos Aires ein. Nach 38 Runden war das Rennen nach einem Kupplungsschaden zu Ende.
Nach seinem Ausflug in die Formel 1 fuhr Iglesias ab 1956 wieder Tourenwagenrennen. Er wurde im selben Jahr Zweiter beim 500-Meilen-Rennen von Rafaelo. Zwei Jahre später hatte er beim Formula Libre Rennen in Buenos Aires in der ersten Runde eine Kollision mit Stirling Moss und schaffte es damit weltweit auf die Titelseiten der Tageszeitungen. Iglesias bremste knapp nach dem Start auf der regennassen Fahrbahn viel zu spät und krachte in das Heck von Moss. Dabei stieg der Cooper des Argentiniers einige Meter in die Luft, riss den Wagen von Moss mit und beide Fahrzeuge flogen über die Absperrung in eine Gruppe von Fotografen. Wie durch ein Wunder wurde bei dem Unfall niemand ernsthaft verletzt.

## Statistik

### Statistik in der Formel 1

#### Gesamtübersicht
| Saison | Team           | Chassis     | Motor          | Rennen | Siege | Zweiter | Dritter | Poles | schn. Rennrunden | Punkte | WM-Pos. |
| ------ | -------------- | ----------- | -------------- | ------ | ----- | ------- | ------- | ----- | ---------------- | ------ | ------- |
| 1955   | Equipe Gordini | Gordini T16 | Gordini 2.5 L6 | 1      | −     | −       | −       | −     | −                | −      | NC      |
| Gesamt | Gesamt         | Gesamt      | Gesamt         | 1      | −     | −       | −       | −     | −                | −      |         |

#### Einzelergebnisse
| Saison | 1 | 2 | 3 | 4 | 5 | 6 | 7 |
| ------ | - | - | - | - | - | - | - |
| 1955   |   |   |   |   |   |   |   |
| DNF    |   |   |   |   |   |   |   |

| Legende  | Legende            | Legende                                                          |
| Farbe    | Abkürzung          | Bedeutung                                                        |
| -------- | ------------------ | ---------------------------------------------------------------- |
| Gold     | –                  | Sieg                                                             |
| Silber   | –                  | 2. Platz                                                         |
| Bronze   | –                  | 3. Platz                                                         |
| Grün     | –                  | Platzierung in den Punkten                                       |
| Blau     | –                  | Klassifiziert außerhalb der Punkteränge                          |
| Violett  | DNF                | Rennen nicht beendet (did not finish)                            |
| Violett  | NC                 | nicht klassifiziert (not classified)                             |
| Rot      | DNQ                | nicht qualifiziert (did not qualify)                             |
| Rot      | DNPQ               | in Vorqualifikation gescheitert (did not pre-qualify)            |
| Schwarz  | DSQ                | disqualifiziert (disqualified)                                   |
| Weiß     | DNS                | nicht am Start (did not start)                                   |
| Weiß     | WD                 | zurückgezogen (withdrawn)                                        |
| Hellblau | PO                 | nur am Training teilgenommen (practiced only)                    |
| Hellblau | TD                 | Freitags-Testfahrer (test driver)                                |
| ohne     | DNP                | nicht am Training teilgenommen (did not practice)                |
| ohne     | INJ                | verletzt oder krank (injured)                                    |
| ohne     | EX                 | ausgeschlossen (excluded)                                        |
| ohne     | DNA                | nicht erschienen (did not arrive)                                |
| ohne     | C                  | Rennen abgesagt (cancelled)                                      |
| ohne     | keine WM-Teilnahme |                                                                  |
| sonstige | P/fett             | Pole-Position                                                    |
| sonstige | 1/2/3/4/5/6/7/8    | Punktplatzierung im Sprint-/Qualifikationsrennen                 |
| sonstige | SR/kursiv          | Schnellste Rennrunde                                             |
| sonstige | *                  | nicht im Ziel, aufgrund der zurückgelegten Distanz aber gewertet |
| sonstige | ()                 | Streichresultate                                                 |
| sonstige | unterstrichen      | Führender in der Gesamtwertung                                   |

### Einzelergebnisse in der Sportwagen-Weltmeisterschaft
| Saison | Team | Rennwagen      | 1   | 2   | 3   | 4   | 5   |
| ------ | ---- | -------------- | --- | --- | --- | --- | --- |
| 1960   |      | Maserati 200SI | BUA | SEB | TAR | NÜR | LEM |
| 1960   | DNF  | Maserati 200SI |     |     |     |     |     |